# Rimau Sungsang
Rimau Sungsang is een bestuurslaag in het regentschap Banyuasin van de provincie Zuid-Sumatra, Indonesië. Rimau Sungsang telt 1502 inwoners (volkstelling 2010).